# Velocità commerciale
Nel trasporto, la velocità commerciale è il rapporto tra la distanza percorsa ed il tempo impiegato per percorrerla. 
La velocità commerciale esprime l'effettiva quantità di tempo spesa per compiere un dato percorso, e pertanto il calcolo include tutti i tempi accessori e le soste necessari a completare il viaggio.

## Composizione
Il viaggio è composto da:
- tempo speso in coda, che è fortemente correlato al livello di congestione della rete stradale e dei servizi che si utilizzano
- tempo speso nelle attese ai semafori
- soste compiute durante il viaggio
  - fermate intermedie di un mezzo pubblico
  - soste per riposare e rifornirsi di carburante in un lungo viaggio in automobile
- tempo necessario a regolare gli aspetti burocratici e commerciali di un viaggio, come attraversare frontiere o pagare biglietti o pedaggi, comprese le relative code
- tempi di attesa dovuti alla periodicità dei mezzi pubblici:
  - tempo di attesa della partenza, ovvero il tempo che passa da quando ci si mette in viaggio a quando si rende disponibile il primo mezzo per la destinazione desiderata
  - tempo di attesa tra l'arrivo al luogo di destinazione e il momento in cui si desidera arrivare. Ad esempio, se per presenziare ad un appuntamento alle 14 è necessario prendere un treno che mi permette di essere sul posto alle 13, si dovrà computare questa ora di attesa nella velocità commerciale.
  - tempi necessari a cambiare mezzo di trasporto
- tempo necessario per spostarsi tra le fermate del trasporto pubblico più vicine ed il luogo di partenza o di destinazione
- tempi morti necessari a garantirsi da inconvenienti se si desidera essere puntuali all'arrivo
- tempo necessario al parcheggio di un mezzo di trasporto privato:
  - ricerca del parcheggio
  - manovra di parcheggio
  - operazioni volte a garantire la sicurezza del mezzo parcheggiato (antifurti)
  - eventuali operazioni per il pagamento di una tariffa per il parcheggio
  - manovra di uscita dal parcheggio
  - percorrenza dal luogo di partenza al luogo dove è parcheggiato il mezzo, e dal luogo dove lo si parcheggia al luogo di destinazione

Se il viaggio prevede l'utilizzo di reti di trasporto fortemente trafficate, la velocità commerciale è poco correlata con la velocità massima dei mezzi utilizzati, e dipende invece fortemente dal livello di congestione delle reti utilizzate.

## Altri fattori
In una valutazione estensiva del tempo necessario a compiere un viaggio, possono essere presi in considerazione altri fattori che non influenzano direttamente il tempo impiegato:
- livello di comfort del mezzo di trasporto usato (comodità del sedile, rumore, vibrazioni, temperatura, affollamento), che ha un impatto sullo stato fisico all'arrivo (come esempio estremo, dopo un viaggio di 24 ore su mezzi affollati può essere necessario un periodo di riposo, oppure dopo aver pedalato per mezz'ora può essere necessaria una doccia e/o un cambio d'abito per adeguarsi al livello di presenza richiesto da molti posti di lavoro)
- impegno richiesto al conducente (nel caso di mezzi privati) o possibilità di svolgere altre attività durante il viaggio (sonno, conversazione, lettura, lavoro)
  - disponibilità di strumenti a supporto della produttività individuale (alimentazione elettrica, collegamento internet anche intermittente)
- costo del trasporto, che deve essere valutato in rapporto al livello di vita di chi lo utilizza. Il tempo necessario a compiere un viaggio dovrà quindi comprendere anche il tempo necessario a lavorare per guadagnare una quantità di denaro uguale al suo costo. Come esempio estremo, se per risparmiare 30 minuti al giorno nel tragitto casa-lavoro devo affrontare una spesa aggiuntiva maggiore della cifra guadagnata nello stesso tempo, un trasporto più veloce avrà in realtà un costo maggiore in termini di tempo di vita.
  - costi fissi legati al possesso di un mezzo di trasporto individuale, o a tessere di abbonamento a mezzi pubblici
  - costi variabili, ovvero legati all'utilizzo effettivo di un mezzo di trasporto